# Keith Taylor
Keith Richard Taylor (n. 1 august 1953, Rochford, Anglia, Regatul Unit – d. 31 octombrie 2022) a fost un politician al Partidului Verzilor care a fost europarlamentar pentru sud-estul Angliei și a fost purtătorul de cuvânt al partidului pentru drepturile animalelor până la pensionarea sa în 2019. Politicianul principal al Verzilor a fost unul dintre cei doi președinți principali ai partidului din august 2004 până în noiembrie 2006.  Ulterior, Taylor a câștigat proeminență pentru că a fost, la acea vreme, cel mai de succes candidat parlamentar al Partidului Verzilor vreodată în Marea Britanie, după ce a câștigat 22% din voturi în circumscripția Brighton Pavilion la alegerile generale din 2005. La alegerile generale din 2010, Caroline Lucas a demisionat din funcția de europarlamentar pentru că a fost aleasă deputată pentru Brighton Pavilion; Taylor, în calitate de următor candidat pe lista Verzilor, a fost numit în Parlamentul European pentru a face parte din Verzii – Alianța Liberă Europeană.

## Cariera timpurie
Înainte de a deveni un activist al Partidului Verzilor, Taylor a locuit în Brighton și a deținut o afacere locală. Taylor „s-a orientat spre activismul comunitar, opunându-se unei dezvoltări locale necorespunzătoare”, ceea ce l-a determinat să se alăture Partidului Verzilor.  Taylor a fost un participant la campania BUDD, opunându-se dezvoltării numite acum New England Quarter, adiacent gării din Brighton. 

## Consilier Partidul Verzilor și candidat parlamentar
În 1999, Taylor a fost ales ca consilier la Brighton and Hove Borough Council, reprezentând districtul St Peter's. El a devenit „Convenor” (numele grupului local penttru liderul său) al grupului Verzilor din consiliu.  În perioada în care a fost consilier, Taylor a fost membru al Comitetului pentru politici și resurse, al Comitetului de îngrijire socială și de sănătate pentru adulți, al Comitetului pentru locuințe, al Comitetului mixt de punrere în funcțiune, al Comitetului mixt al aeroportului Shoreham, al Comitetului de examinare a procedurilor de decizie privind locuințele și al Comitetului de licențiere și Subcomitetul Funcții de Reglementare. 
Taylor a fost în 2001 și 2005 candidatul parlamentar pentru Partidul Verzilor în circumscripția Brighton Pavilion. Taylor a primit 9,3% în 2001 și 21,9% din voturi în 2005. 
În august 2004, Taylor a fost numit ca înlocuitor al lui Mike Woodin în calitate de Președinte principal al Partidului Verzilor, alături de Caroline Lucas.  The Guardian a declarat că Taylor „sfidează stereotipul politicienilor verzi ca academicieni serioși sau livrești”.  Taylor a fost confirmat în post după alegerile parțiale din noiembrie 2005, învingându-l pe Derek Wall cu 851 de voturi pentru 803; din nou, servind alături de Lucas.  În noiembrie 2006, Taylor a pierdut realegerea în fața lui Wall cu 767 de voturi pentru 705. 
În 2007, Taylor l-a confruntat pe Lucas pentru a fi selectat drept candidat parlamentar al Partidului Verzilor pentru circumscripția Pavilionului Brighton la următoarele alegeri generale. Taylor, când și-a anunțat campania, a spus: „Va fi a treia oară când contest acest loc. Am moștenit un vot de 2,6% pentru Verzi și am ridicat-o până la 22%. Data viitoare, dacă voi fi selectat din nou, alegătorii de la Brighton vor face istorie alegându-mă primul parlamentar verde al țării”. Lucas, într-o scrisoare către membrii partidului local, a spus că a fost invitată să stea alături de mai mulți membri locali și a descris-o drept „cea mai dificilă decizie din viața mea” din cauza „angajamentelor personale și familiale” și a „loialității și angajamentului” ei. lui Keith Taylor, care este o persoană și un politician pentru care am mare admirație și respect”. 

## Membru al Parlamentului European
Pe 18 iulie 2007, a fost anunțat că Lucas a fost selectat înaintea lui Taylor de Partidul Verzilor din Brighton. Lucas a câștigat cu 55% din votul de partid față de 45% a lui Taylor. Taylor l-a felicitat pe Lucas și i-a promis sprijinul pentru campania ei. 
La 5 mai 2010, Lucas a fost ales membru al Parlamentului pentru Brighton Pavilion și, după ce a făcut acest lucru, a fost obligat să demisioneze din funcția de europarlamentar pentru sud-estul Angliei. Taylor fiind al doilea pe lista Partidului Verzilor  a fost numit ca înlocuitor al lui Lucas pentru a-și îndeplini restul mandatului până în 2014. Taylor a fost, de asemenea, obligat să demisioneze din funcția de consilier local în conformitate cu regulile Parlamentului European privind mandatele duble.  Taylor a fost reales europarlamentar pentru regiunea de Sud-Est la alegerile europene din 2014, cu 9,05% din voturi. 
În mai 2009, Taylor a fost unul dintre primii semnatari ale politicii internaționale simultane (SIMPOL), care urmărește să pună capăt blocajului obișnuit în abordarea problemelor globale.